# リシャール・ミル

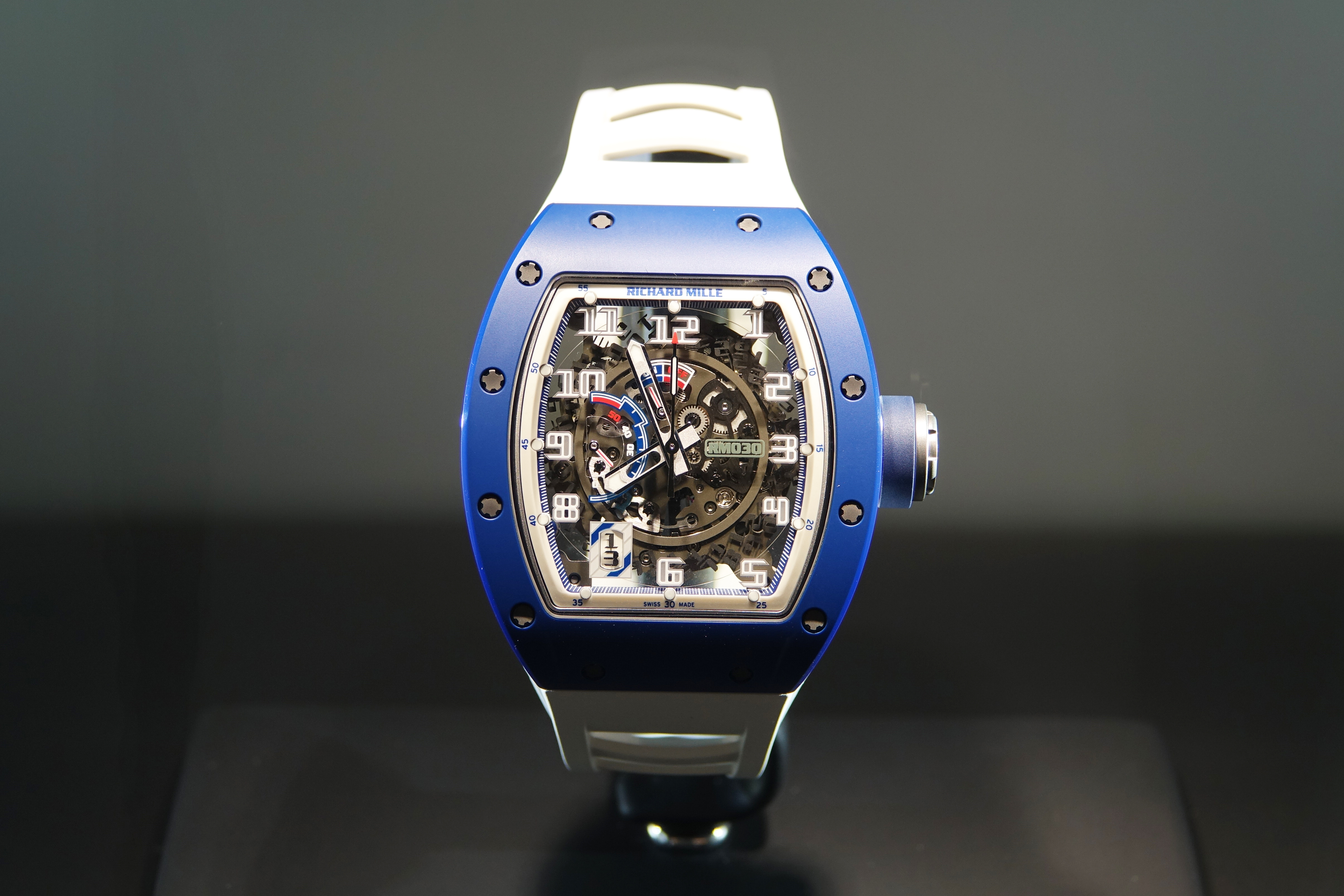
RM 030

リシャール・ミル (Richard Mille) は、スイスの高級腕時計ブランドである。モーブッサンなど複数の高級ブランドに携わった経験を持つフランスのリシャール・ミル（1951年生まれ）によって、2001年に設立された。本社はジュラ州のレ・ブルルーにある。
コンセプターとしてミルが提唱する「腕時計のF1」というコンセプトの下、軽量かつ極限状況でも使用可能な機械式腕時計を製造しているが、加工が難しいチタンなどを用いた特殊な部品を多用していることなどからほとんどの製品は1千万円から1億円以上と高額であり、全て限定品であるため入手は困難である。実際に、以下に挙げるテニスや陸上などのスポーツ選手やレーシングドライバーなどがアンバサダーとなって、それぞれの名を冠した同社の製品を着用している。

## 歴史

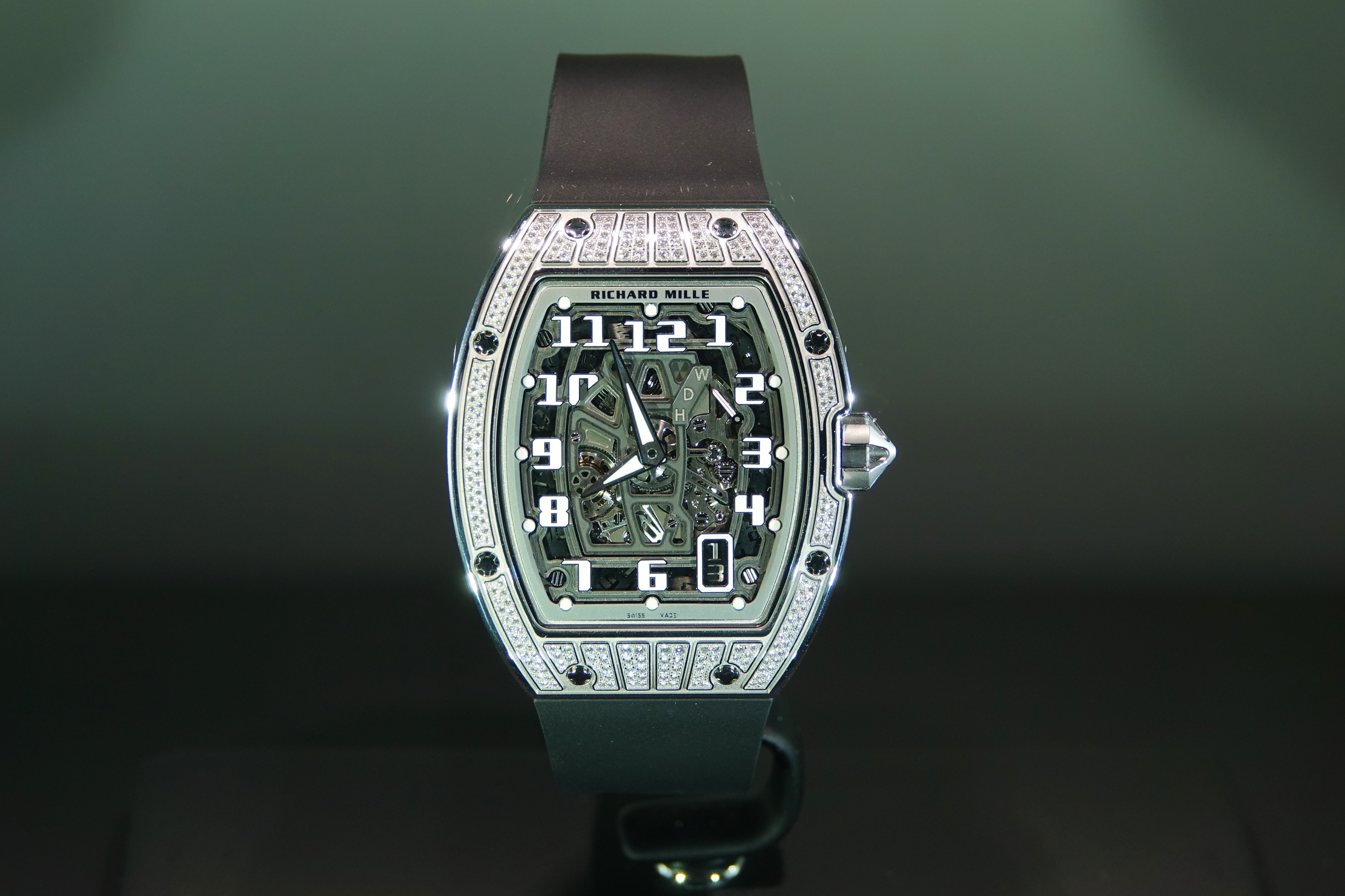
RM 67-01

- 2001年 - リシャール・ミルがブランド設立。「RM001トゥールビヨン (RM 001 TOURBILLON) [1]」及び「RM002トゥールビヨン (RM 002 TOURBILLON) [3]」をリリース。
- 2003年 - 「RM008スプリット・セカンド・トゥールビヨン (RM 008 SPLIT SECONDS TOURBILLON) [3]」をリリース。
- 2004年 - アームバンドを除いた重量が48 gという軽量時計「RM 006トゥールビヨン・フェリペ・マッサ (RM 006 TOURBILLON FELIPE MASSA) [3]」をリリース。
- 2005年 - ブランドでは初のレディース・モデルとなる「RM007レディース・オートマチック (RM 007 LADIES AUTOMATIC) [3]」をリリース。更なる軽量化を目指したモデル「RM009フェリペ・マッサ・トゥールビヨン (RM 009 FELIPE MASSA TOURBILLON) [3]」をリリース。
- 2007年 - 「RM012トゥールビヨン (RM 012 TOURBILLON) 」をリリース。これは世界初となる、ムーブメント機構をスケルトン化 (板部を廃し、フレームだけで支える) したモデルである[3][4]。
- 2010年 - 「RM027ラファエル・ナダル (RM 027 Tourbillon RAFAEL NADAL)」をリリース。